# 형제라면
《형제라면》는 TV조선에서 2023년 5월 22일부터 2023년 7월 17일까지 방영된 텔레비전 예능 프로그램이다.

## 기획 의도
- 라멘에 익숙한 일본인들의 입맛을 사로잡고 라멘의 본고장인 일본에 K-라면을 보다 더 알리기 위한 프로그램

## 방송 일정
| 방송 채널 | 방송 기간                         | 방송 시간                       | 비고  |
| --------- | --------------------------------- | ------------------------------- | ----- |
| TV CHOSUN | 2023년 5월 22일 ~ 2023년 7월 17일 | 매주 월요일 밤 10시 ~ 새벽 12시 | 8부작 |

## 출연진
- 강호동
- 이승기
- 배인혁

## 장소
- 일본의 가나가와현 에노섬에서 촬영한 것이다.

## 출연 라면
- 1일차 : 동해물라면(생존), 진국황태라면(1표 탈락), 맛있제육라면(2표 탈락)
- 2일차 : 동해물라면(1표 탈락), 전주비빔면(생존), 갈비카레라면(생존)
- 3일차 : 김치품은삼겹라면(생존), 전주비빔면(1표 탈락), 갈비카레라면(1표 탈락) (+사이드메뉴 : 납작달걀만두)
- 4일차 : 김치품은삼겹라면(4표 탈락), 맛이대창라면(3표 탈락), 비벼서맛이꼬막(1표 탈락)
- 5일차 : 채끝이짜장(생존), 볶아주삼(생존), 냉이탕면(생존) (+사이드메뉴 : 충무김밥)
- 6일차 : 황제갈비라면(1표 탈락), 볶아주삼(1표 탈락), 채끝이짜장(생존) (냉이탕면 재료소진)
- 7일차 : 이맛이로제(1표 탈락), 원투차차뽕(생존), 채끝이짜장(생존) (+사이드메뉴 : 묵은지김밥, -사이드메뉴 : 납작달걀만두)

## 결방 및 편성 변경

### 2023년
- 6월 19일 : A매치·아시안게임 평가전 생중계 편성으로 결방.